# Ca' de Sass
La Ca' de Sass (terme en dialecte milanais qui signifie « maison de pierres ») est un bâtiment de style éclectique, aux fortes influences néo-Renaissance, situé dans le centre historique de Milan, au 8 de la rue Monte di Pietà.
Ancien siège de la banque Cariplo, il est aujourd'hui le siège secondaire de l'entreprise Intesa Sanpaolo, dont l'expression Ca' de Sass est souvent utilisée dans le journalisme , comme synonyme par métonymie.
Le nom, « maison de pierres », fait référence à la décoration en bossage des façades.

## Histoire et architecture
Les projets de construction de l'édifice débutent en 1868 sous la direction de l'architecte Giuseppe Balzaretto : il veut alors s'inspirer de l'aspect des grandes banques présentes à Florence à l'époque de la Renaissance, en reprenant plus particulièrement la structure du Palazzo Strozzi.
L'édifice se situe à l'emplacement de l'ancien bâtiment du génie militaire, qui a été démoli à l'occasion de la construction. Lors de la réalisation des fondations, des vestiges de l'ancienne église de Santa Maria d'Aurona ont été retrouvés et sont aujourd'hui conservés au musée du Castello Sforzesco. Les travaux de construction se sont terminés en 1872.
L'édifice a un aspect résolument monumental, tout le périmètre, fermé par un portail majestueux, est orné de pierres de taille aux dimensions considérables. Aux étages supérieurs de l'édifice, on retrouve d'imposantes fenêtres bifores insérées entre des corniches saillantes.

## Note
- (it) Cet article est partiellement ou en totalité issu de l’article de Wikipédia en italien intitulé « Ca' de Sass » (voir la liste des auteurs).

1. ↑  « Contatti »
2. ↑  « Ca' de Sass avvia il piano di esuberi »
3. ↑  « La doppia partita di Siena e Ca' de Sass »
4. ↑  La sede legale e amministrativa del gruppo bancario è infatti ospitata presso il Palazzo Turinetti di Pertengo, a Torino, in piazza San Carlo n. 156.